# Carl Gottlieb Berger
Carl (auch Karl) Gottlieb Berger (* 19. Juni 1764 in Cavertitz; † 29. März 1824 in Strehla) war ein deutscher Pfarrer, Musiker, Übersetzer und Botaniker.

## Leben
Berger wurde im nordsächsischen Cavertitz als Sohn des Schullehrers Salomo Gottlieb Berger geboren, der ihn zunächst selbst unterrichtete. Später besuchte er die Schule in Oschatz und wechselte im September 1773 auf die Fürstenschule in Grimma. Ab 1783 studierte Berger an der Universität Leipzig und legte 1786 das Magisterexamen ab. 1787 wurde er Hauslehrer beim Grafen von Seydewitz in Kreinitz, wechselte aber bereits zwei Jahre später zu einem Kaufmann in Elsterode, wo er mit Johanna Dorothea Schubert seine spätere Frau kennenlernte. Bald nahm er hier die Stelle des Kantors an und übernahm 1792 die Pfarrstelle in Bischheim bei Kamenz.
Im Jahre 1797 übernahm er schließlich die Pfarrstelle in der an der Elbe gelegenen Stadt Strehla, wo auch zahlreiche umliegende Dörfer eingepfarrt waren. Schließlich wurde er nebenamtlich Adjunkt der Ephorie Oschatz. In Strehla widmete er sich neben der Musik, bei der er sich als Organisator und Dirigent verschiedener Konzerte einen Namen machte, auch der klassischen Literatur und der französischen Sprache. Besonders beschäftigte ihn aber die Botanik, in der er sich ein beträchtliches Fachwissen erarbeitete. Er stellte landwirtschaftliche Versuche an, zog fremdartige Pflanzen und errichtete Gewächshäuser. 1802 brachte er das Taschenbuch für Blumenfreunde heraus. Ducray Dumenils Le botaniste cultivateur übersetzte er ins Deutsche und veröffentlichte 1805 seine mehrbändige Abhandlung Die botanische Pflanzkunst nach Dumont-Courset, die sich mit der Pflanzenzucht beschäftigte und außer Pflanzenbeschreibungen auch Anleitungen zur Pflege enthielt. Gewidmet war dieses Werk dem sächsischen Hofgärtner Seidel.
Berger verunglückte in der Nacht vom 28. auf den 29. März 1824. Schwer erkältet hatte er an jenem Abend nach dem Besuch bei einem Bekannten in Trebnitz den an der Elbe entlang führenden Rückweg nach Strehla angetreten und war in den Fluss gestürzt. Die genauen Umstände blieben unbekannt und zunächst fand man am vermuteten Unglücksort nur seinen Stock und seine Pfeife. Erst am 24. Mai 1824 fand man schließlich seinen Leichnam nahe der Stadt Mühlberg.

## Schriften (Auswahl)
- „Abhandlung von der Verächtlichkeit der Geistlichen“ (1800)
- „Taschenbuch für Blumenfreunde“ (1802)
- „Ideal eines Prachtgartens im Kleinen“ (1803)
- „Ausführliche Anweisung zur richtigen Aussprache der lateinischen Pflanzennamen; ein Anhang zum Taschenbuch für Pflanzenfreunde“ (1804)
- „Die botanische Pflanzkunst nach Dumont-Courset“ (1805)
- „Immortellen= oder Immerschönen; Taschenbuch für die Entdeckungsjahre von 1809 bis 1816“ (1818)